# 新長型大廈

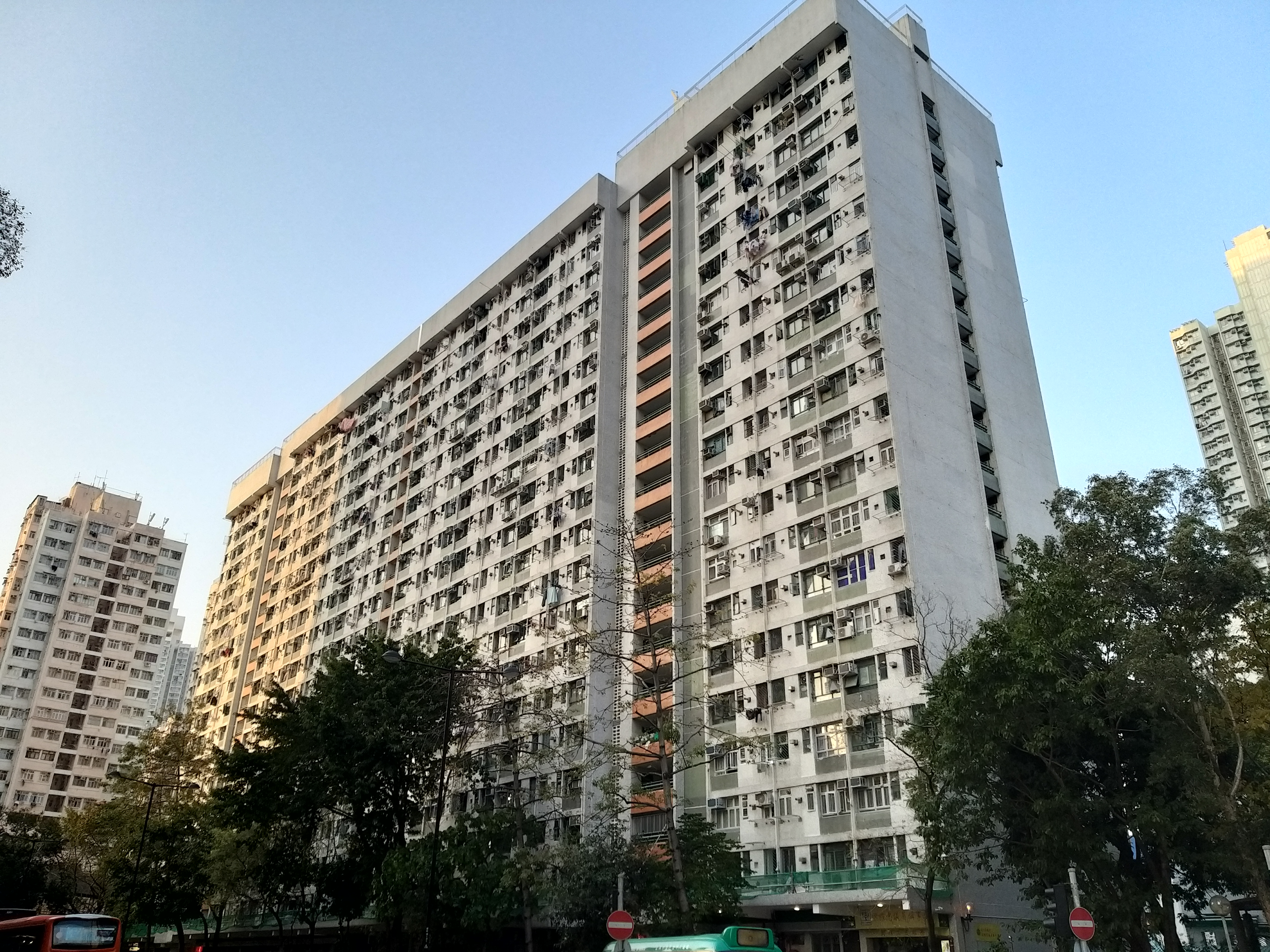
葵芳邨葵仁樓，是全港唯一由房署統一業權不作出售的新長型大廈，形式為呈0度雙翼

新長型大廈（英語：New slab block）是香港公共屋邨的一款標準大廈設計，其設計改良自舊長型大廈，於1986-1991年間落成的公共屋邨中最為常見，而且在屋邨設計中經常與Y型大廈（尤其是Y3及Y4型）一併興建。

## 簡介
在1984年，房委會正式發表新長型大廈設計，以取代舊長型大廈及Y1型大廈。在設計上，新長型大廈較舊長型更為統一，包括只提供一種面積的小型單位（但部份大廈高層設有經打通合併的單位；亦有部份大廈設有「劏房」（通常於01及02室分為二個單位，其中一個單位不設露台及獨立廚房，實用面積僅121呎；另外，葵芳邨葵仁樓採用特別設計，單位面積與標準設計有異）、標準層數為19層（部份為20-22層，其中太和邨亨和樓住宅層數為21層；此等大廈（包括部份舊長型大廈）通常與社會服務機構共用，同時亦增設一定數目的連接通道），以及其外牆大部份均採用玻璃紙皮石飾面。從太和邨第二期起，所有新長型大廈均採用預製組件技術興建。
新長型大廈主要搭配Y3及Y4型大廈（亦有少數屋邨搭配Y2型、相連長型及雙工字型）一併興建，以盡用屋邨地積比率來興建最多單位，同時亦提供一定數目的小型單位；但是，新長型不僅有Y型大廈設計靈活性低的弊端，而且可建層數亦較少，故此此等大廈只在九龍及新界興建，而且絕大多數均建於新發展公屋項目。
全港首幢新長型大廈為恆安邨恆江樓，於1984年10月動工，1986年11月完工，次年3月入伙；而最後一幢同款大廈為德田邨德敬樓及德禮樓，於1991年4月完工，亦是全港最後一幢廣義長型大廈。
值得一提的是，除葵芳邨葵仁樓因同邨設有和諧式大廈而不能出售外，其他新長型大廈均已透過租者置其屋計劃出售，是租置計劃目標樓宇類型中出售比率最高的一款樓宇。目前，隨着房委會第二次凍結租置計劃屋邨空置單位的出租，此大廈是全港唯一仍然可供全面出租的新長型大廈。

### 樓宇設計
樓宇設計共分兩種：單翼及雙翼，當中雙翼可呈0、90或135度；其中呈90度及135度設計，連接兩座大廈的樓梯兩邊亦有類似雙塔式大廈的天井，但大部份都設有出口門並會鎖上，即是大廈內的其中一部份，只有朗屏邨賀屏樓屬公共空間。大廈可以因應屋邨規劃，翼尾最後八個單位（19-26室）可以偏左、同一水平線或偏右的方式相連，或者不興建（縮短版本）。當中，朗屏邨同時擁有上述三種相連方式的新長型大廈；而縮短版本的新長型大廈並沒有應用於單翼設計，雙翼則只有葵芳邨及耀安邨採用。
而在屋宇裝備方面，其地下機電設備房位置一律設於沒有樓梯的一側末端；升降機大堂多數設於 05、06 及 07、08室之間，對面為樓梯、水喉房及電錶房；另一間電錶房設於 17、18 及 19、20 室之間，對面設有消防喉轆及火警鐘。此外，全部新長型樓宇的每翼一律設三台升降機及兩條走火樓梯。（雙翼則為三條樓梯，其中一條為兩座共用）

## 圖片庫

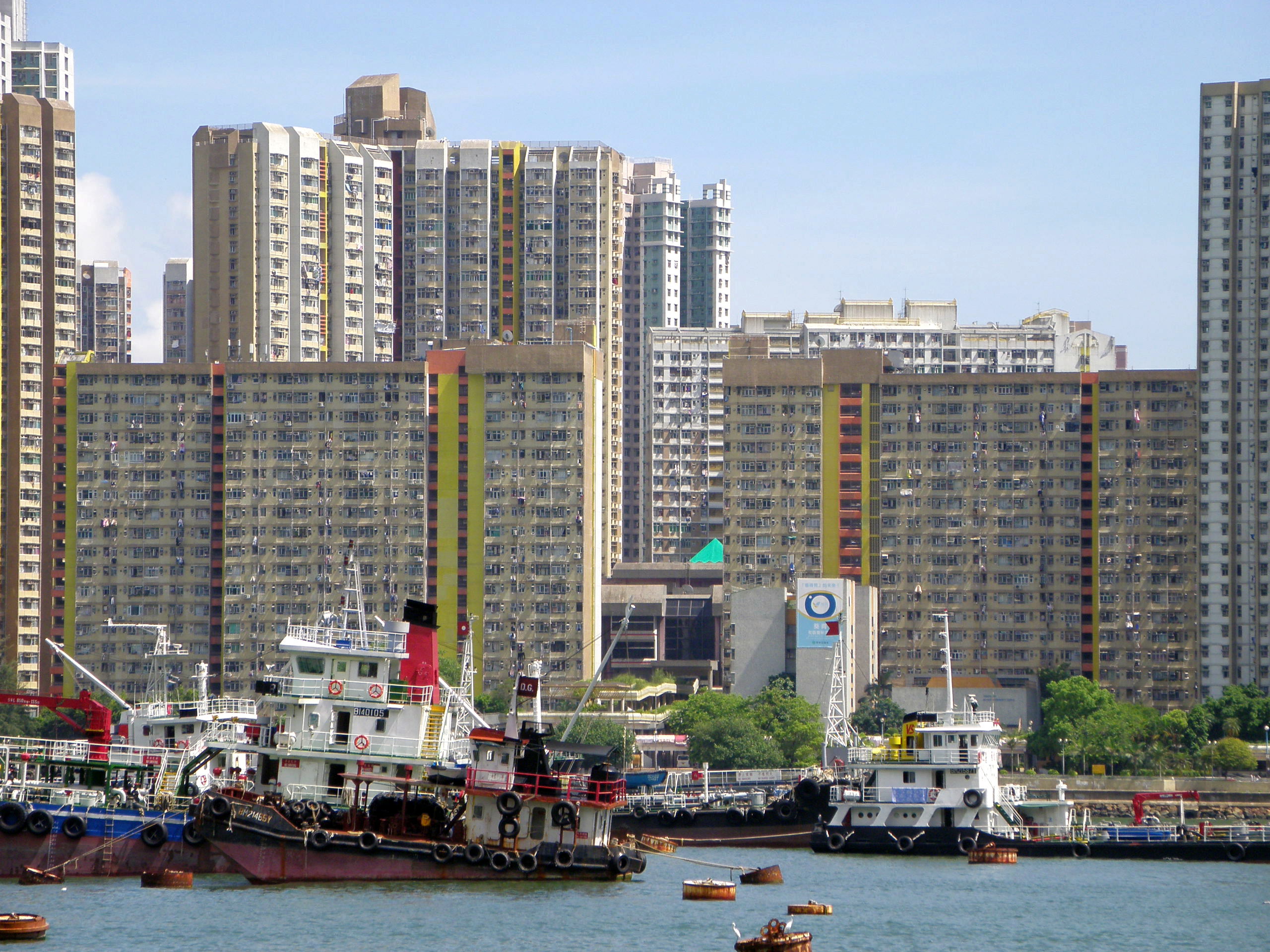
長發邨的單翼新長型大廈
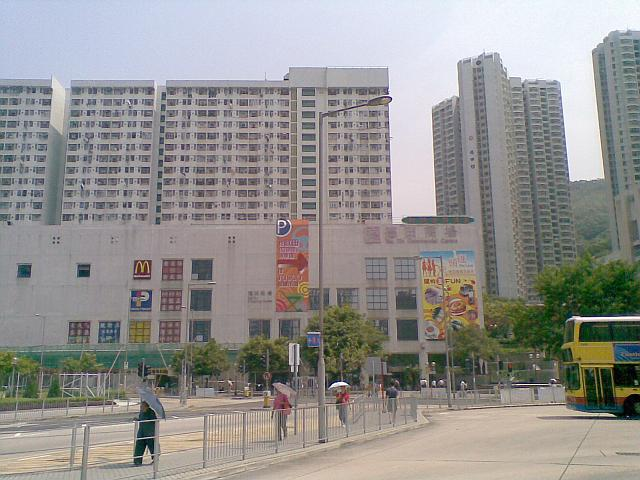
德田邨德禮樓，與德敬樓組成一座呈0度的雙翼新長型大廈，亦是全港最後一座廣義新長型大廈
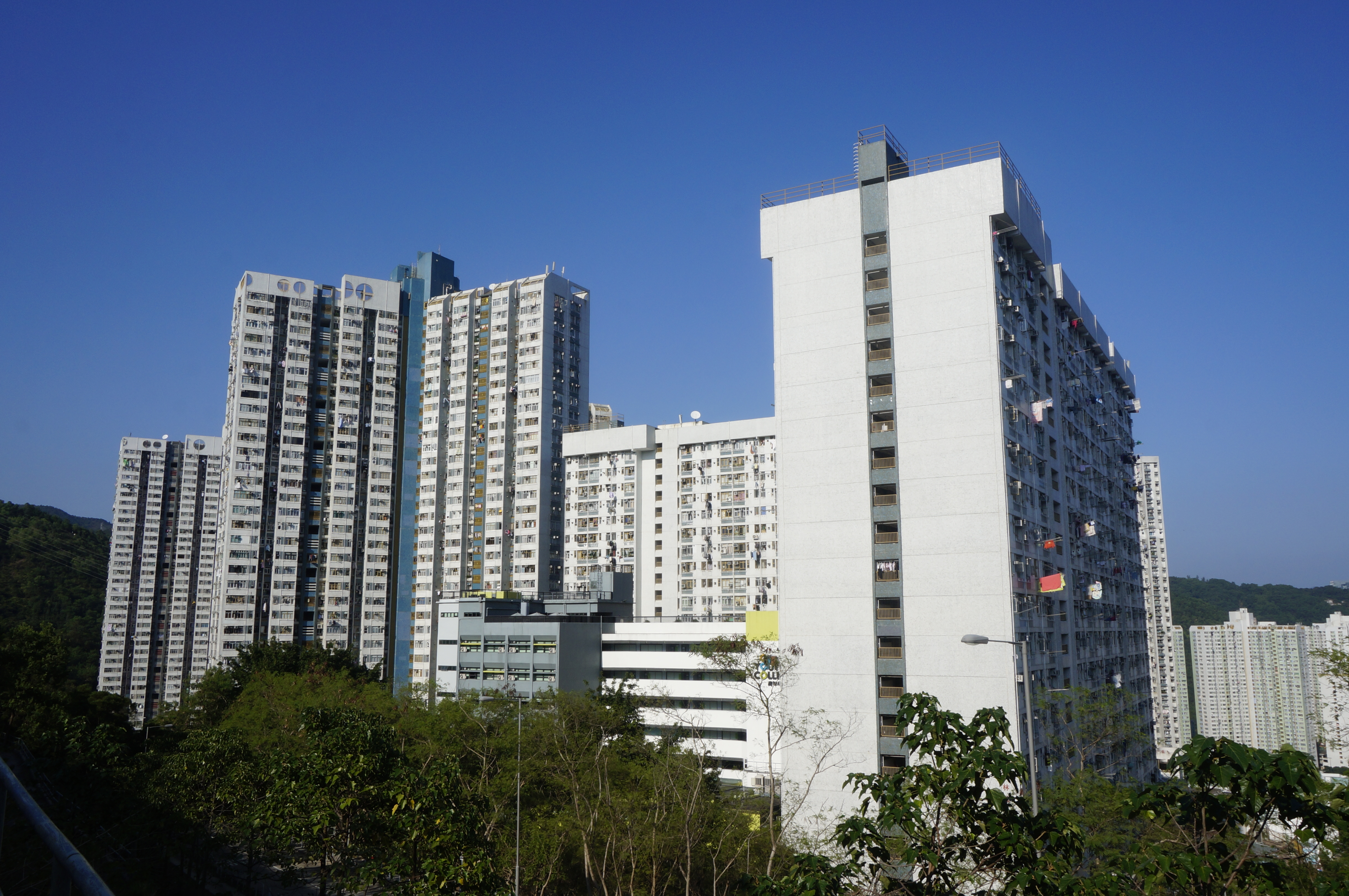
翠林邨碧林樓及秀林樓，是一座呈90度的雙翼新長型大廈（2013年11月）
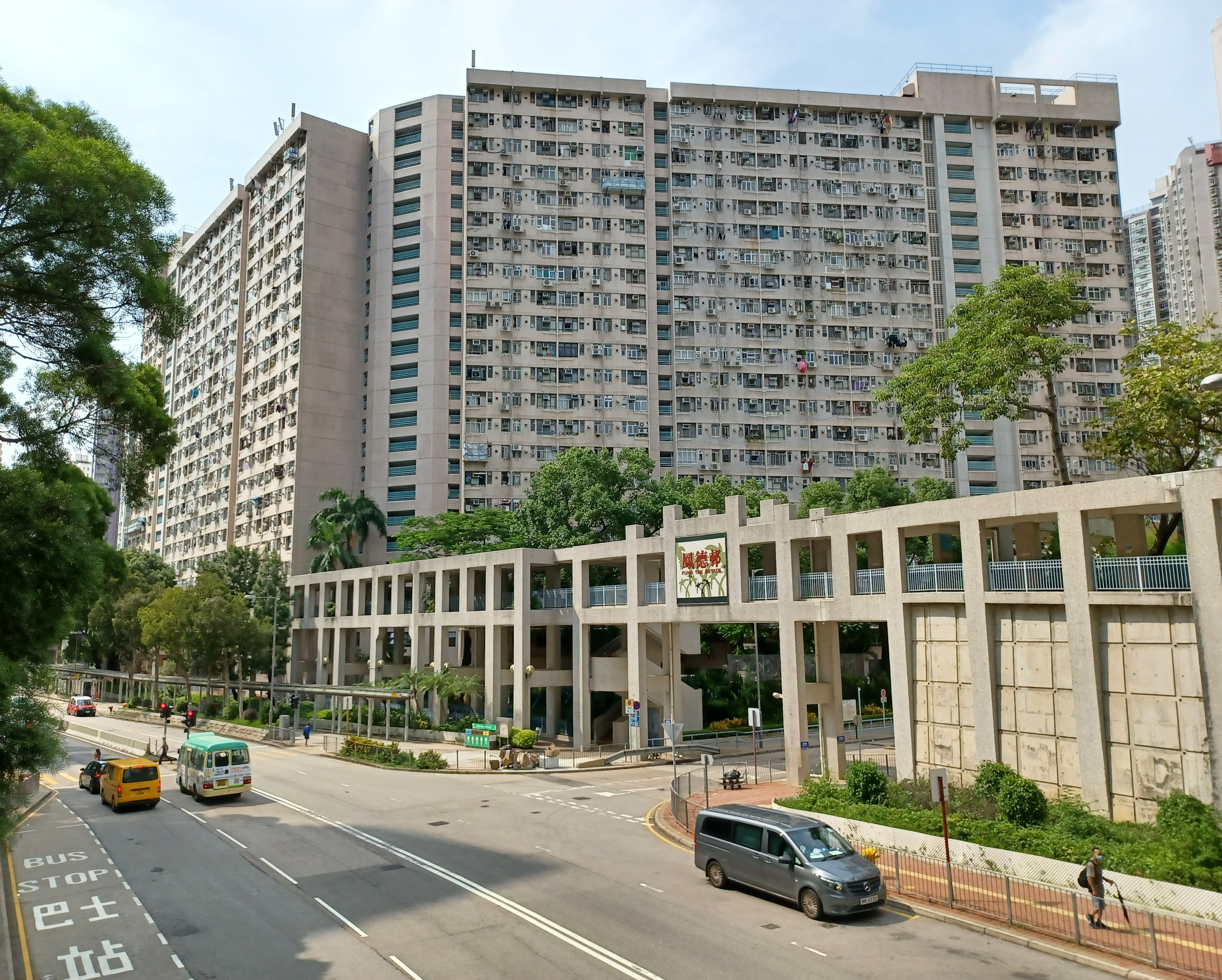
鳳德邨斑鳳樓（圖左），與銀鳳樓（圖右）組成一座呈135度的雙翼新長型大廈（2021年9月）

## 擁有新長型大廈屋邨列表
| 地區             | 屋邨名稱     | 數量 | 樓宇名稱 以"、"分隔者屬同一座大廈 | 所屬款式    | 落成年份 | 備註                                        | 承建商                       | 大廈分座座號 |
| ---------------- | ------------ | ---- | --------------------------------- | ----------- | -------- | ------------------------------------------- | ---------------------------- | ------------ |
| 黃大仙區         | 鳳德邨       | 1    | 銀鳳樓、斑鳳樓                    | 雙翼呈135度 | 1991年   |                                             | 中國建築國際集團             | ／           |
| 觀塘區           | 翠屏（北）邨 | 1    | 翠桉樓                            | 單翼        | 1990年   |                                             | 中國建築國際集團             | ／           |
| 觀塘區           | 德田邨       | 1    | 德敬樓、德禮樓                    | 雙翼呈0度   | 1991年   | 全港最後一座新長型大廈                      | 新昌營造                     | ／           |
| 葵青區           | 葵芳邨       | 1    | 葵仁樓                            | 雙翼呈0度   | 1987年   | 縮短版本及特別梯間設計                      | 順成建築                     | ／           |
| 葵青區           | 長安邨       | 2    | 安濤樓                            | 雙翼呈90度  | 1987年   |                                             | 新昌營造                     | （不詳）     |
| 葵青區           | 長安邨       | 2    | 安湖樓                            | 單翼        | 1988年   |                                             | 瑞安建業                     | ／           |
| 葵青區           | 長發邨       | 3    | 亮發樓                            | 單翼        | 1989年   | 原為長安邨第13座                            | 新昌集團                     | ／           |
| 葵青區           | 長發邨       | 3    | 賢發樓                            | 單翼        | 1989年   | 原為長安邨第14座                            | 新昌集團                     | ／           |
| 葵青區           | 長發邨       | 3    | 俊發樓                            | 單翼        | 1989年   | 原為長安邨第15座                            | 新昌集團                     | ／           |
| 屯門區           | 良景邨       | 1    | 良智樓                            | 雙翼呈135度 | 1988年   |                                             | 瑞安建業                     | A、B         |
| 屯門區           | 田景邨       | 1    | 田樂樓                            | 雙翼呈135度 | 1989年   | 原為良景邨第10座                            | 新昌營造                     | A、B         |
| 元朗區           | 朗屏邨       | 4    | 石屏樓 鏡屏樓                     | 單翼        | 1987年   |                                             | 合和建築                     | ／           |
| 元朗區           | 朗屏邨       | 4    | 悅屏樓                            | 雙翼呈135度 | 1988年   |                                             | 安利（蕭氏）建築有限公司     | A、B         |
| 元朗區           | 朗屏邨       | 4    | 賀屏樓                            | 雙翼呈90度  | 1988年   |                                             | 安利（蕭氏）建築有限公司     | A、B         |
| 北區             | 天平邨       | 1    | 天明樓                            | 雙翼呈135度 | 1989年   |                                             | 安利（蕭氏）建築有限公司     | A、B         |
| 大埔區           | 太和邨       | 3    | 愛和樓                            | 單翼        | 1989年   | 首批採用預製組件興建的新長型大廈            | 現代建設                     | ／           |
| 大埔區           | 太和邨       | 3    | 安和樓                            | 單翼        | 1989年   | 原稱萬和樓 首批採用預製組件興建的新長型大廈 | 現代建設                     | ／           |
| 大埔區           | 太和邨       | 3    | 亨和樓                            | 單翼        | 1989年   |                                             | 鴻運建築                     | ／           |
| 大埔區           | 富亨邨       | 2    | 亨盛樓 亨裕樓                     | 單翼        | 1990年   |                                             | 瑞安建業                     | ／           |
| 沙田區           | 恆安邨       | 1    | 恆江樓                            | 雙翼呈135度 | 1987年   | 全港首幢新長型大廈                          | 瑞安建業                     | （不詳）     |
| 沙田區           | 耀安邨       | 1    | 耀和樓                            | 雙翼呈135度 | 1988年   | 縮短版本                                    | 新昌營造                     | A、B         |
| 西貢區           | 寶林邨       | 2    | 寶寧樓                            | 雙翼呈135度 | 1988年   |                                             | 廣東水利水電工程發展有限公司 | 東座、西座   |
| 西貢區           | 寶林邨       | 2    | 寶勤樓                            | 雙翼呈135度 | 1989年   |                                             | 金門建築                     | 東座、西座   |
| 西貢區           | 翠林邨       | 2    | 碧林樓、秀林樓                    | 雙翼呈90度  | 1988年   |                                             | 維亞尼尼建築公司             | ／           |
| 西貢區           | 翠林邨       | 2    | 康林樓、安林樓                    | 雙翼呈90度  | 1988年   |                                             | 順成建築                     | ／           |
| 西貢區           | 景林邨       | 2    | 景松樓 景櫚樓                     | 單翼        | 1990年   |                                             | 青木建設                     | ／           |
| 合計：29座[44座] |              |      |                                   |             |          |                                             |                              | ／           |

- 整座樓宇為一個單位，[一翼為一個單位]

粗體字顯示的樓宇名稱在翼尾設有小型單位（「劏房」）

斜體字顯示的樓宇名稱在高層設有特大單位

## 沒有興建的新長型大廈列表
| 觀塘區    | 廣田邨 | 1 | 雙翼呈135度 | 第11座、第12座 | （同一屋邨）廣靖樓 |
| 合計：1座 |        |   |             |                |                    |